# Here Comes Mr. Jordan
Here Comes Mr. Jordan (conocida en español como El cielo puede esperar y El difunto protesta) es una película de comedia-ficción romántica de 1941, dirigida por Alexander Hall. Un boxeador, erróneamente es llevado al cielo antes de tiempo y se le da una segunda oportunidad de regresar a la tierra. Los protagonistas de la película son: Robert Montgomery, Claude Rains, Evelyn Keyes, James Gleason, Edward Everett Horton, Rita Johnson y John Emery.
Sidney Buchman y Seton I. Miller escribieron el guion a partir de la obra de teatro de 1938, Heaven Can Wait (El cielo puede esperar), escrita por Harry Segall y titulada originalmente It Was Like This (Y así fue). Los títulos preliminares de la película fueron Heaven Can Wait y Mr. Jordan Comes to Town.
Horton y Gleason repitieron sus respectivos papeles en la secuela La diosa de la danza (Down to Earth, 1947); el papel del Sr. Jordan lo interpretó Roland Culver. Warren Beatty hizo una nueva versión en 1978, El cielo puede esperar (Heaven Can Wait). La película De vuelta a la Tierra (Down to Earth, 2001), con el actor Chris Rock, también se basa en la misma obra de teatro.
Este precedente de ángeles guardianes ha sido fuente de inspiración para diversas caracterizaciones de Hollywood, incluyendo I Married an Angel (1942); Dos en el cielo (A Guy Named Joe, 1943); El diablo y yo (Angel on My Shoulder, 1946), en la que Rains interpreta al demonio; Qué bello es vivir (It's a Wonderful Life, 1946); La mujer del obispo The Bishop's Wife (1947) y Angels in the Outfield (1951).

## Argumento
El 11 de mayo de 1941, el boxeador y piloto aficionado Joe Pendleton (Robert Montgomery), cariñosamente conocido como "el Púgil Volador", pilota su pequeña aeronave hasta su próximo combate en Nueva York, pero sufre un grave accidente cuándo se rompe un cable de control. Su alma es "rescatada" por 7013 (Edward Everett Horton), un ángel oficioso que supuso que Joe no podría haber sobrevivido. El representante de Joe, Max "Pop" Corkle (James Gleason), incineró su cuerpo. En un lugar más allá de la vida, los registros muestran que su muerte fue una equivocación; se supone que vivirá 50 años más. El ángel superior, el señor Jordan (Claude Rains), confirma esta situación, pero como ya no hay cuerpo, Joe tendrá que tomar un cadáver muerto recientemente. El señor Jordan le explica que un cuerpo es sólo algo que se desgasta, como un abrigo; pero por dentro, Joe todavía sería el mismo. Joe insiste en que sea alguien en buena forma física, porque quiere continuar su carrera de boxeo. 
Después que Joe desecha varios "candidatos", el señor Jordan lo lleva a ver el cuerpo de un deshonesto, gran inversor y rico banquero llamado Bruce Farnsworth, quien acaba de ser drogado y ahogado en una bañera por su mujer Julia (Rita Johnson) y su secretario, Tony Abbott (John Emery). Joe es reticente de tomar una vida tan diferente de la suya, pero cuándo ve al par de asesinos reprendiendo burlonamente a la señorita Logan (Evelyn Keyes), la hija de un financiero al que estuvo vendiendo bonos sin valor del Banco Farnsworth, cambia de parecer y acepta tomar el cuerpo de Farnsworth.
Ya siendo Farnsworth, Joe reembolsa a todos los inversionistas, incluyendo al padre de la señorita Logan. Envía por Corkle y le convence que es Joe (al tocar su saxófono tan mal como cuando lo hacía anteriormente). Con el dinero de Farnsworth para allanar el camino, Corkle le entrena y arregla una pelea final con el actual campeón de los superpesados, pero el señor Jordan regresa para advertirle a Joe que, aunque esta destinado a ser el campeón, no puede suceder de esa manera. Joe sólo tiene tiempo suficiente para decirle a la señorita Logan, de quien se ha enamorado, que si un desconocido (especialmente si es boxeador) se le acerca, le dé una oportunidad. Luego le dispara su secretario. El cuerpo es ocultado y Joe regresa a una existencia espiritual.
Acompañado por el señor Jordan, Joe encuentra que su sustituto en la pelea por el campeonato es un boxeador limpio y honesto llamado Murdoch, quien Joe conoce y respeta. Descubriendo que olvidó su saxofón de la suerte, Joe corre de regreso a la mansión Farnsworth para encontrar que todos creen que Farnsworth ha "desaparecido". Corkle contrata un detective privado para encontrarle. Corkle explica acerca de Joe, el señor Jordan y el que cambio de cuerpo, pero naturalmente el detective policial (Donald MacBride) piensa que es un chiflado. Joe se dirige mentalmente al excéntrico Corkle para que encienda la radio que trasmite la pelea y oye que Murdoch ha caído sin ser tocado. El señor Jordan revela que al boxeador le han disparado los apostantes porque se negó a perder el combate. Joe toma el cuerpo de Murdoch y gana el título. De regreso en la mansión, Corkle oye a un anunciador radiofónico mencionar un saxofón dejado en el ring y se da cuenta de que Joe ha asumido el cuerpo de Murdoch.
Corkle corre a los vestidores. Allí, Joe le pasa mucha información del señor Jordan acerca que el cuerpo de Farnsworth está en un refrigerador en el sótano de la mansión. Corkle se lo cuenta al detective, quién rápidamente arresta a la señorita Farnsworth y al secretario. Como Murdoch, Joe despide a su antiguo representante deshonesto y contrata a Corkle. El Sr Jordan revela a Joe que este es su destino; que él puede ser Murdoch y vivir su vida.
Sanando la herida del disparo y al mismo tiempo removiendo la memoria de Joe de su vida pasada, el señor Jordan espera cerca hasta que llega la señorita Logan. Ella quiere ver a Corkle, pero encuentra a Murdoch en su lugar. La pareja siente que se han conocido antes. Los dos se van juntos, mientras el señor Jordan sonríe y dice: "Hasta pronto, campeón".

## Reparto
- Robert Montgomery como Joe Pendleton.
- Evelyn Keyes como Bette Logan.
- Claude Rains como Mr. Jordan
- Rita Johnson como Julia Farnsworth.
- Edward Everett Horton como el mensajero #7013.
- James Gleason como Max "Pop" Corkle.
- John Emery como Tony Abbott.
- Donald MacBride como el inspector Williams.
- Don Costello como Lefty.
- Halliwell Hobbes como Sisk.
- Benny Rubin como "Bugsy" (the handler).
- Lloyd Bridges como el señor Sloan, el copiloto.
- Eddie Bruce como reportero.
- John Ince como Bill Collector.
- Bert Young como taxista.
- Warren Ashe como Charlie.
- Ken Christy como policía de paisano.
- Chester Conklin como chico de los periódicos.
- Joseph Crehan como doctor.
- Mary Currier como secretaria.
- Edmund Elton como hombre mayor.
- Tom Hanlon como anunciador.
- Bobby Larson como "Chips".
- Douglas Wood como Board Member (no acreditado).

## Producción
Harry Cohn estuvo persuadido para probar un proyecto "un poco" arriesgado en Here Comes Mr. Jordan, a pesar de su política bien fundada de construir en aventuras exitosas pasadas, más que financiar películas más aventureras. El guion original de 1938, El cielo puede esperar por Harry Segall, estuvo adaptado para formar la base de la película. Jed Harris, el productor de Broadway, había planeado producir el guion en la New York Stage, hasta que Columbia Pictures adquirió los derechos como protagonista para Cary Grant. Mientras la película seguía en preproducción, el actor Robert Montgomery estuvo tomado prestado de Metro-Goldwyn-Mayer para protagonizar en la película.
El rodaje empezó el 21 de abril de 1941, y terminó hasta el 5 de junio de 1941. Tuvo de ubicación en el lugar de Providencia Rancho, California, y en etapas de sonido de Universal City.

## Recepción
Here Comes Mr. Jordan tuvo su premier mundial en la Sala de Música de Ciudad Radiofónica, el crítico de película Theodore Strauss de The New York Times anotó, "... Columbia ha reunido las personas más brillantes para un deliciosos y totalmente desarmando chiste en el gasto del cielo." Más allá describa la película cuando, "... Gay, witty, oferta y no un poco sensato. Es también uno del choicest fantasías de cómic del año"
La variedad llamó Montgomery está actuando "un punto destacado en un grupo de rendimientos excelentes" y la dirección de la sala alabada para "experto manejando de caracteres y wringing interés sumo fuera de cada escena."
Harrison's Reports wrote, escribieron, "Aquí es un cuadro que es praiseworthy de muchos ángulos; para una cosa, el tema es novel y los desarrollos de parcela ingeniosos; para otro, los valores de producción son bien, y el suplentes y la dirección es de un estándar alto."
La revisión en Filmar Diario opined, "Productor Everett Riskin, notado para sus éxitos en el campo de comedia, tuvo no cinch con esta propiedad cuál puede fácilmente ha backfired con una mano novata en el helm. Pero Riskin el talento y el conocimiento ha colocado este producto acabado muy cerca la cumbre de perfección en filma hacer. El Difunto Protesta fue colocado quinto en el año-encuesta de fin de 548 críticos nationwide en Filmar Diariamente,  nombrándolo uno de las películas mejores de 1941.
Russell Maloney del Nuevo Yorker llamó la película "uno de las comedias más brillantes del año ... El señor Jordan suplente es el amable que marcas la palabra 'jamón' una palabra de endearment, y significo que para un compliment."
Crítico de película Leonard Maltin notó que Here Comes Mr. Jordan era una "fantasía excelente -comedia de prizefighter Montgomery accidentalmente enviado a cielo antes de su tiempo, forzado para ocupar un cuerpo nuevo encima de la tierra. Hollywood moviemaking en su mejor, con primer-valorar lanzado y rendimientos."

## Premios y honores
El Difunto Protesta estuvo preservado por el UCLA Film and Television Archive con la cooperación de Columbia Cuadros y la Biblioteca de Congreso.

## Remakes y versiones posteriores
- El 26 de enero de 1942, Claude Rains, Evelyn Keyes y James Gleason repitieron sus roles en un Teatro Radiofónico Lux, retransmitido con Cary Grant, la elección original para el rol principal.
- Jhuk Gaya Aasman (en español: Los cielos se han inclinado) (1968), película remake hindú.
- El cielo puede esperar (1978), película remake estadounidense de la cinta original, protagonizando Warren Beatty, Buck Henry y Julie Christie.
- Bésame en la boca (1992), película mexicana protagonizada por Paulina Rubio y Charlie Massó.
- Down to Earth (2001) (compartiendo el título con la nueva versión), película estadounidense de comedia protagonizado por Chris Rock y Regina King.
- Cachito de cielo (2009), telenovela mexicana protagonizada por Pedro Fernández y Maite Perroni.
- El cielo en tu mirada (2012), película mexicana protagonizada por Mane de la Parra, Danna García, Aislinn Derbez y Jaime Camil junto a Natalia Lafourcade.